# 피스코 사워

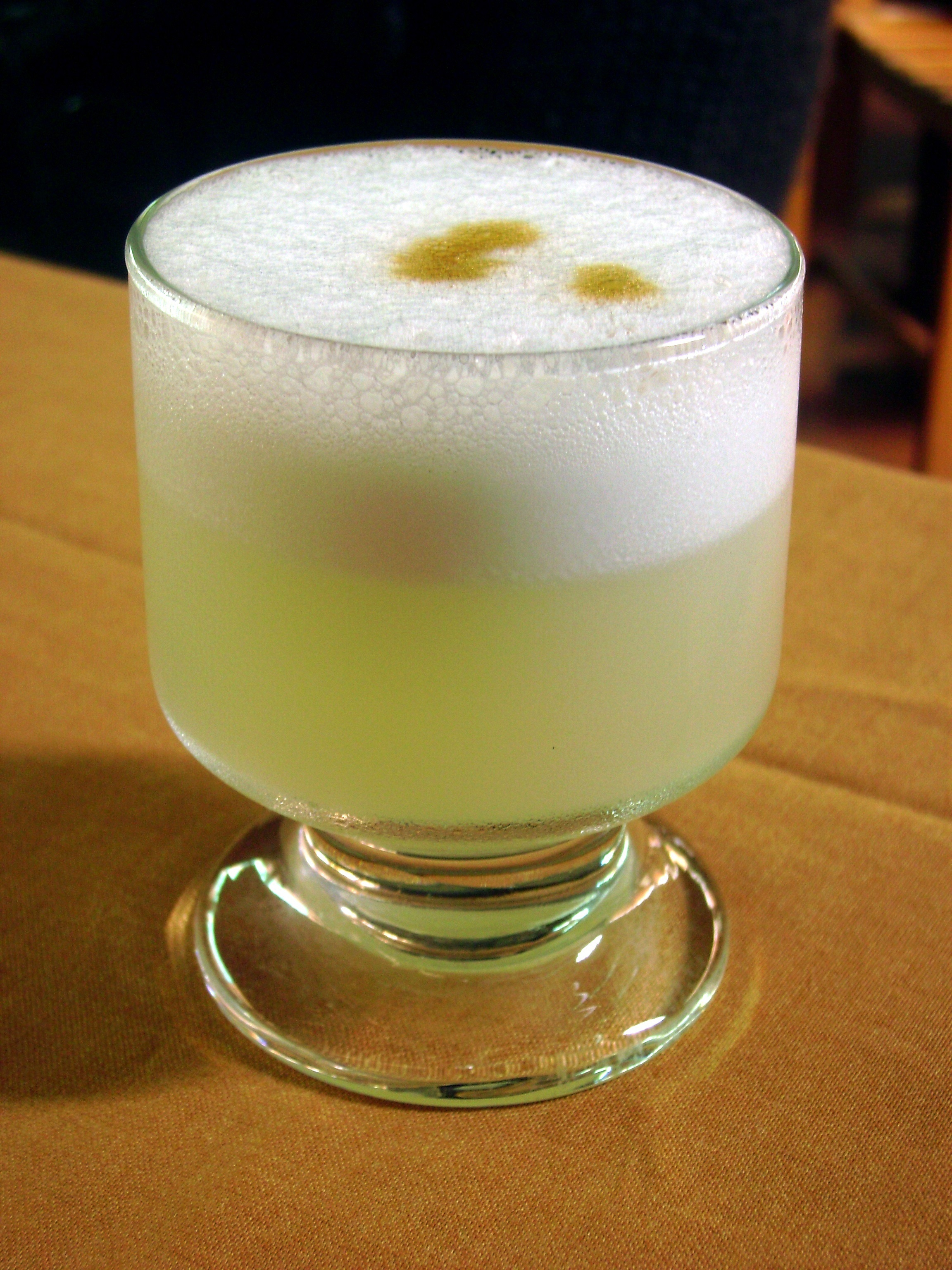

피스코 사워(Pisco sour)는 피스코에 과즙을 넣어 먹는 칵테일의 일종이다. 피스코 사워는 남아메리카의 대표적인 술로서 세비체 등의 남미 음식과 잘 어울린다. 특히 페루와 칠레에서 많이 마신다. 두 국가는 각각 피스코 사워가 자국의 음료라고 주장한다. 페루의 리마(Lima)에서 빅토르 바우헨 모리스(Victor Vaughen Morris)가 처음으로 피스코 사워를 개발하였다는 주장이 있고, 칠레의 이키케(Iquique)에서 엘리엇 스투베(Elliot Stubb)가 처음으로 피스코 사워를 개발하였다는 주장이 있다.

## 어원
피스코는 피스코 사워에 사용되는 베이스 리큐르이다. 피스코라는 이름은 피스코라는 지역명에서 비롯되었다. 역사학자 올윈 블루넷(Olwyn Blouet)과 정치지리학자 브라이언 블루우트(Brian Blouet)가 쓴 ‘라틴 아메리카와 카리브해 지역’이라는 책에 따르면, 안데스산맥의 광산업이 성장하면서 광부들의 수요에 의해 주류 시장 형성되었다. 이후 독한 술에 대한 수요 때문에 이카(Ika) 주 북서부의 항만도시인 피스코(Pisco)에 와인을 브랜디로 만들기 위한 양조장 세워졌다. 브랜디가 만들어진 항구의 이름을 따라 브랜디의 이름을 피스코라고 지었다. 사워(sour)는 “신맛이 난다” 또는 “신맛이 강한”, “시큼한”이라는 뜻으로 버번 또는 위스키와 같은 베이스 리큐르에 레몬즙 또는 라임즙과 감미료를 첨가한 칵테일을 말한다.

## 기원과 역사
미국의 바텐더 빅토르 바우헨 모리스(Victor Vaughen Morris)가 페루의 리마(Lima)에서 처음으로 피스코 사워를 만들었다.모리스는 1904년 세로데파스코(Cerro de Pasco)에 있는 철도 회사에서 일하기 위해 리마로 이주하였다. 1년 후, 모리스는 ‘모리스의 술집(Morris' Bar)’을 열었다. ‘모리스의 술집’은 페루의 상류층과 영어를 사용하는 외국인들 사이에서 인기를 끌었다. 모리스는 종종 시험삼아 새로운 술을 만들었고 여러 가지의 위스키 사워 중 하나인 피스코 사워(pisco sour)를 개발하였다. 피스코 사워의 제조법은 지속적으로 발전하였다. 초기 피스코 사워의 제조법은 일반적인 칵테일의 간단한 제조법과 같았다. 페루의 연구자 기예르모 토로 리라(Guillermo Toro-Lira)의 말에 따르면, 피스코 사워는 오늘날의 위스키 사워와 같이 피스코, 라임 즙, 설탕을 대충 섞은 것이었다. 바의 기록부는 손님들이 지속적으로 향상된 음료의 맛에 대해 언급하였다는 것을 보여 준다. 오늘날 페루의 피스코 사워 제조법은 마리오 브루이겟(Mario Bruiget)이 개발하였다. 브루이겟은 페루의 친차 알타 출신이며 1964년 7월 16일부터 모리스의 견습생으로 일하였다. 브루이겟은 기존의 피스코 사워 제조법에 앙고스투라 비터즈, 계란 흰자를 추가하였다.

## 종류별 만드는 방법
피스코 사워를 만드는 방법에는 세 가지가 있다. 페루의 피스코 사워 제조법은 얼음 15조각, 케브란타 피스코(Quebranta pisco) 6큰술, 레몬 즙 2큰술, 설탕 시럽 2큰술, 계란 흰자 1큰술을 섞은 것에 얼음 15조각을 넣고 앙고스투라 비터즈 2방울을 뿌리는 것이다. 칠레의 피스코 사워 제조법은 칠레산 피스코 250ml, 라임 즙 125ml, 가루 설탕 125ml를 섞은 것에 얼음 3-4 조각을 넣는 것이다. 푸드칼럼니스트 다니엘 조엘슨(Daniel Joelson)은 페루의 피스코 사워 제조법과 칠레의 피스코 사워 제조법의 주요한 차이점이 계란 흰자라고 말한다. 국제 바텐더 협회의 피스코 사워 제조법은 피스코 45ml, 설탕 시럽 20ml, 갓 짠 레몬 즙 30ml, 작은 크기의 날계란 1개의 흰자를 섞어 차갑게 한 길쭉한 샴페인 잔에 따른 다음 앙고스투라 비터즈를 뿌린 것이다. 국제 바텐더 협회의 피스코 사워는 페루의 피스코 사워 제조법과 비슷하지만 약간 다르다. 라임 즙 대신 레몬 즙을 넣으며 페루산 피스코와 칠레산 피스코를 구별하지 않고 사용한다. 페루, 볼리비아, 칠레에서는 피스코 사워 제조법을 변형하기도 한다. 페루에서는 피스코 사워를 만드는데 마라꾸야(maracuya), 아구아이만토(aguaymanto), 사과, 코카나무 잎을 사용하기도 한다. 칠레에는 피스코 사워를 변형한 매운 풋고추가 들어간 '아히 사워(Ají Sour)', 망고 쥬스가 들어간 '망고 사워(Mango Sour)', 꿀과 생강을 넣은 '초원의 사워(Sour de Campo)'가 있다. 볼리비아에는 라임대신 오렌지 주스를 넣은 준가스 지역만의 피스코 사워가 있다.

## 어울리는 음식
피스코 사워는 페루의 음식과 잘 어울린다. 페루 사람들은 피스코 샤워가 페루의 음식과 가장 어울리는 음료라고 말한다. 페루의 대표적인 음식에는 세비체가 있다. 페루에 “세비체를 먹지 않고 페루를 말하지 말라”는 말이 있을 정도로 세비체는 페루의 식문화에 중요한 축을 담당하고 있는 음식이다. 세비체는 흰 살 생선, 오징어, 문어, 새우, 조개 등의 해산물을 썰거나 얇게 저며 레몬이나 라임 즙에 재운 뒤 잘게 다진 양파나 고추를 올려 차게 먹는 해산물 샐러드다. 세비체는 스페인의 시트러스 류의 과일과 일본의 날생선이 결합한 형태이다. 미쓰하라 츠무라(Mitsuharu Tsumura) 셰프는 “1860년대 일본인이 페루에 오기 이전까지 세비체는 지금과 같은 형태가 아니었고, 페루에선 해산물을 전형적인 튀김 형태로만 먹었다”며 “일본인들의 영향으로 해산물이 다양해졌고, 세비체 역시 현재의 모습을 발전하게 됐다”고 말한다.

## 남미와 피스코 사워
피스코 사워가 칠레와 페루 중 어느 나라에서 처음으로 개발되었는 지에 대한 논쟁이 있다. 칠레의 민속학자이자 역사학자인 오레스테 플라트(Oreste Plath)는 ‘썬샤인(Sunshine)’ 호의 영국 출신 승무원인 엘리엇 스투베(Elliot Stubb)가 피스코 사워를 처음으로 만들었다고 주장하였다. 스투베가 술을 만들어보다가 피스코 사워를 개발하였다는 플라트의 기사가 1872년에 ‘이키케 상업 신문(El Comercio de Iquique)‘에 실렸다. 그러나 연구자 토로 리라(Toro-Lira)는 '이키케의 상업 신문’에서 스투베가 위스키 사워를 발명하였다는 기사를 찾아 플라트의 주장을 반박하였다. 아르헨티나의 쿠요 국립 대학교는 1926년 엘리엇 스투베가 이키케에서 위스키 사워를 발명하였다고 신문에 게재하였다. 신문은 “이것은 제가 주로 마시는 술이자 가장 좋아하는 술입니다. 그리고 이건 위스키 사워라고 불리웁니다”고 말한 스투베의 말을 인용하였다. 2003년, 페루는 ‘피스코 사워의 날(Día Nacional del Pisco Sour)’을 국경일로 지정하였다. 페루의 ‘피스코 사워의 날’은 매년 2월 첫째주 토요일이다. 리마(Lima) 주의회는 매년 알마메다 차부카 공원(Alameda Chabuca Granda)에서 ‘피스코 사워 축제(Festival del Pisco Sour)를 개최한다. 피스코 생산자들이 직접 참여하여 다양한 종류의 피스코 사워를 선보이며 ‘피스코 사워 전국대회(National Pisco Sour Contest)를 열어 시상을 한다. 2009년, 칠레의 전 대통령 미첼 바첼레트와 전 농림부장관 마리헨 혼콜(Marigen Hornkohl)은 5월 15일을 ‘피스코 사워의 날(Día Nacional del Pisco Sour)’로 지정한다는 법령에 서명하였다. 칠레의 피스코 생산량을 증대하고 국내외 피스코 산업에서 칠레의 시장 지위를 강화하기 위함이었다. ‘피스코 사워의 날’ 행사는 주로 칠레의 수도 산티아고(Santiago)와 코킴보(Coquimbo) 주에서 열린다.

## 한국과 피스코 사워
페루관광청, 페루통상관광부, 주한 페루무역대표부는 한국 내 페루 관련 각종 행사에서 피스코 사워를 선보였다. 2015년 9월 23일, 페루관광청, 페루통상관광부, 주한 페루무역대표부가 공동으로 개최한 ‘2015 페루 특별 패션쇼’ 런웨이 후에 피스코 사워를 즐길 수 있는 칵테일 리셉션이 마련되었다. 또한 주한 페루무역대표부는 2017년 3월 3일부터 12일까지 연 ‘페루 미식 페스티벌(Gastronomy Festival)’에서 피스코 사워를 선보였다. 페루 관광청은 2017년 9일부터 11일까지 3일간 열렸던 ‘2017 하나투어 여행박람회’에 참가하여 피스코 사워를 시음할 수 있는 현장 이벤트를 진행하였다.

## 같이 보기
- 페루 요리